# 安德里伊夫西克 (科諾托普區)
51°1′20″N 33°15′59″E / 51.02222°N 33.26639°E
安德里伊夫斯凱（烏克蘭語：Андріївське）是位於烏克蘭東北部的村莊，由蘇梅州科諾托普區的波皮夫卡市鎮負責管轄。該村距離科沙里和涅恰伊夫西克1公里，2001年人口58。